# Yo serví al rey de Inglaterra
Yo servi al rey de Inglaterra (en checo, Obsluhoval jsem anglického krále) es una película checa dirigida por Jiří Menzel, basada en la novela Yo que he servido al rey de Inglaterra del escritor Bohumil Hrabal. Se rodó del 9 de marzo al 21 de junio de 2006 en el Ayuntamiento de Praga, la Mansión Slapy, Harrachov, la estación de ferrocarril de Liberec, Vejprty, recinto del tribunal supremo y el Cine Lucerna.En España se estrenó el 18 de julio de 2008.

## Sinopsis
Jan Dítě es un joven camarero checo, bajito y provinciano, que ambiciona ser millonario. Le divertía observar cómo hasta los más ricos se agachan a recoger las monedas que él tiraba al suelo. 
Logró aprender luego a verlo y escucharlo todo en su propio beneficio. Así, de vender salchichas en las estaciones, pasa a trabajar como camarero en un bar, luego en exclusivo burdel y finalmente en un lujoso y elegante restaurante de Praga.
Poco a poco va ahorrando una pequeña fortuna hasta que durante los años 1930 es testigo de la ocupación de los Sudetes por los nazis. Se enamora sin pensarlo de una alemana tan pequeña como él. Ella era admiradora de Hitler y sus pensamientos, siendo uno de ellos la conservación en la pureza de la sangre alemana. Así, luego de innumerables peripecias, logró conquistarla y se casó con ella.
Al finalizar la Segunda Guerra Mundial obtiene una fortuna con los sellos que su esposa encontró durante la misma, y al parecer pertenecían a personas judías. Compró entonces el antiguo burdel en el que trabajó, convertido durante la guerra en centro de reproducción de la raza aria. 
Su fortuna se evapora en 1948 cuando acceden al poder los comunistas durante el Golpe de Praga, quienes le confiscan todo y lo envían a la cárcel durante quince años, que en realidad fueron catorce y nueve meses gracias a una amnistía.

## Contexto
Jiří Menzel ya había adaptado Trenes rigurosamente vigilados, que recibió el Óscar a la mejor película extranjera. Respecto a la novela en la que se basó Yo serví al rey de Inglaterra, afirmó lo siguiente: "Amé y admiré la prosa de Bohumil Hrabal desde el primer momento en que la descubrí. No obstante, nunca fue mi deseo el llevar a la gran pantalla una mera ilustración en color de sus narraciones épicas. Más bien, intenté expresar y conservar, lo mejor que pude, la esencia del estilo narrativo de Hrabal, e interpretar su voz a través del lenguaje cinematográfico. Quería ponerme al servicio de un gran escritor haciendo llegar su obra a la mayor cantidad de gente posible, es decir, a los espectadores en el cine y la televisión. Durante más de treinta años, mi trabajo ha estado unido al de Bohumil Hrabal. La novela Yo que he servido al rey de Inglaterra es para mí uno de sus mayores logros. Una visión del mundo moderno y una parte de la historia del siglo XX reflejadas en la vida de un hombre. Mi principal objetivo al llevar esta historia a la gran pantalla era ser fiel a la respuesta lírica, aunque sin sentimentalismos de Hrabal ante dicho mundo".[cita requerida]

## Premios
- Premio de Fipresci en el Festival de Cine de Berlín.
- Mejor película en el Festival de Cine de Comedia de Peñíscola.
- Premio a la mejor película en el Festival Internacional de Cine de Comedia de Peñíscola de 2008.
- Leones del Cine Checo a la mejor película, director, fotografía y actor de reparto (Martin Huba).

## Reparto
- Ivan Barnev como Jan Dítě joven.
- Kyle Kahunt como el rey de Inglaterra.
- Oldrich Kaiser como Jan Dítě viejo.
- Julia Jentsch como Liza.
- Martin Huba como Skřivánek.
- Marián Labuda como Walden.
- Milan Lasica como el Profesor.
- Josef Abrhám como Brandejs.
- Jaromír Dulava como Karel.
- Pavel Nový como el General.
- István Szabó como el mercader de valores.
- Tonya Graves como el Emperador de Abisinia.
- Rudolf Hrusínský como Tichota.
- Petr Ctvrtnícek como agente de bolsa.
- Jirí Sesták como mesero.
- Zdenek Zák como militar.
- Emília Vásáryová como el señor Rajska.
- Zuzana Fialová como Marcela.
- Václav Chalupa como Hrdlicka.
- Petra Hřebíčková como Jaruska.
- Eva Kalcovská como Wanda.
- Sárka Petruzelová como Julinka.